# Santiago Cortés González
Santiago Cortés González (Valdepeñas de Jaén, 7 de junio de 1897 – Viñas de Peñallana, Andújar, Jaén, 2 de mayo de 1937), más conocido como «Capitán Cortés», fue un militar español de Infantería y de la Guardia Civil.
En 1936, siendo capitán con destino en Jaén, encabezó la sublevación de un numeroso grupo de guardias civiles en el Santuario de Nuestra Señora de la Cabeza y asumió el mando de los mismos durante los ocho meses que duró el asedio al que fueron sometidos por tropas del bando republicano hasta su finalización el 1 de mayo de 1937. Hecho prisionero, falleció al día siguiente a causa de las heridas de guerra causadas por una granada de artillería durante el asalto final. Por su actuación al mando de las fuerzas defensoras del Santuario le fue concedida a título póstumo la Cruz Laureada de San Fernando el 9 de noviembre de 1937.

## Biografía
Nació en Valdepeñas de Jaén el 7 de junio de 1897, tercer hijo de Rafael Cortés Carrillo y Ana González Mesa, una destacada familia de hacendados en el municipio. Tras recibir la enseñanza primaria en su pueblo natal, en 1907 se trasladó a Huelva para continuar estudios junto a su tío, maestro nacional que regentaba un colegio de segunda enseñanza y una academia de preparación para ingreso en las academias militares. Realizó estudios universitarios, tres cursos de Medicina y dos de Farmacia, en Sevilla.

### Carrera militar
Atraído por la milicia realizó exámenes de ingreso en academias militares entre 1915 y 1917. Ingresó en la Academia de Infantería de Toledo en 1917 y obtuvo el despacho de alférez en 1921.
Infantería
Por breve tiempo ocupó destinos en Pamplona y Granada. Tras el Desastre de Annual se unió voluntario a las tropas del general Sanjurjo en Melilla a finales de julio de 1921. Participó en los combates de Casabona, Gurugú y Nador. En octubre pasó a Zaluñán con la brigada del general Cabanellas. Tomó parte en la reconquista del monte Arruit. Ascendido a teniente, fue destinado al batallón de cazadores de Las Navas n.º 10 y en marzo de 1922 se le encomendó el mando de una compañía de ametralladoras en Larache (protectorado español de Marruecos). En julio del mismo año fue destinado al Batallón Alba de Tormes n.º 2 de guarnición en Ronda. Nuevamente ocupó destinos en Larache entre 1924 y 1926, año en que solicitó y obtuvo el traslado a la Guardia Civil.
Guardia Civil
Como teniente del instituto armado realizó prácticas en Andújar y mandó sucesivamente las líneas de Alcaudete (1927-1930), Valdepeñas de Jaén (1930-1931), Villanueva del Arzobispo (1932-1933) y Torredelcampo (1933-1934). En 1932 le fue concedido un avance en el escalafón, en el que ocupaba uno de los últimos lugares a causa de su traslado desde el arma de Infantería en 1926.
Ascendió a capitán en agosto de 1934 y pasó a la Comandancia de Jaén al mando de la 6.ª compañía, función que desempeñó hasta abril de 1936 cuando fue nombrado cajero de la misma Comandancia con destino en la plana mayor.
Como responsable del mantenimiento del orden público en las demarcaciones donde estuvo destinado, se mostró riguroso y contundente en la represión de los alborotos obreros. A raíz de la disolución, con detenciones e incautación de armas de fuego, de una manifestación celebrada el 20 de noviembre de 1932 en Valdepeñas de Jaén, en la que participaban diputados socialistas que al parecer se quejaron al gobierno de la actuación de Cortés, fue sancionado por desafecto y trasladado forzoso a Villanueva del Arzobispo. Durante la revolución de 1934, siendo ya capitán, abortó una revuelta en Mancha Real, con resultado de 18 detenidos y la denuncia de diputados que habían tomado parte en la algarada. Fue nuevamente sancionado gubernativamente y señalado «como peligroso» por Manuel Azaña.

### Guerra civil
Estando de licencia por enfermedad durante los meses previos al golpe de Estado del 18 de julio, mantuvo contactos con miembros de organizaciones políticas antimarxistas, entre ellos los falangistas Ramón Lendínez y Ángel Madrid, coordinados por José Rodríguez de Cueto, capitán de la Guardia Civil que había mandado la Compañía de Guardias de Asalto y que estaba en situación de supernumerario al haber sido destituido a causa de su manifiesta actitud antirrepublicana. En el curso de estas reuniones se trazaron planes para la sublevación en Jaén, prevista para el 10 de julio, que fueron abortados en un par de ocasiones y no llegaron a realizarse finalmente. El fracaso se debió principalmente a la actitud indecisa del teniente coronel Pablo Iglesias Martínez, jefe de la comandancia, y del comandante Eduardo Nofuentes Montoro, ambos con destino en Jaén desde hacía tres meses, y a la oposición frontal a la misma que manifestaron el comandante Ismael Navarro Serrano, que había llegado a la plaza tras sufrir una sanción consecuencia de La Sanjurjada, y el gobernador militar, teniente coronel de Infantería Salvador Revuelta Mustienses, leal al gobierno de la República, que se puso desde el primer momento a disposición del Comité del Frente Popular, formado por el comunista Nemesio Pozuelo y el socialista Alejandro Peris Caruana, entre otros.

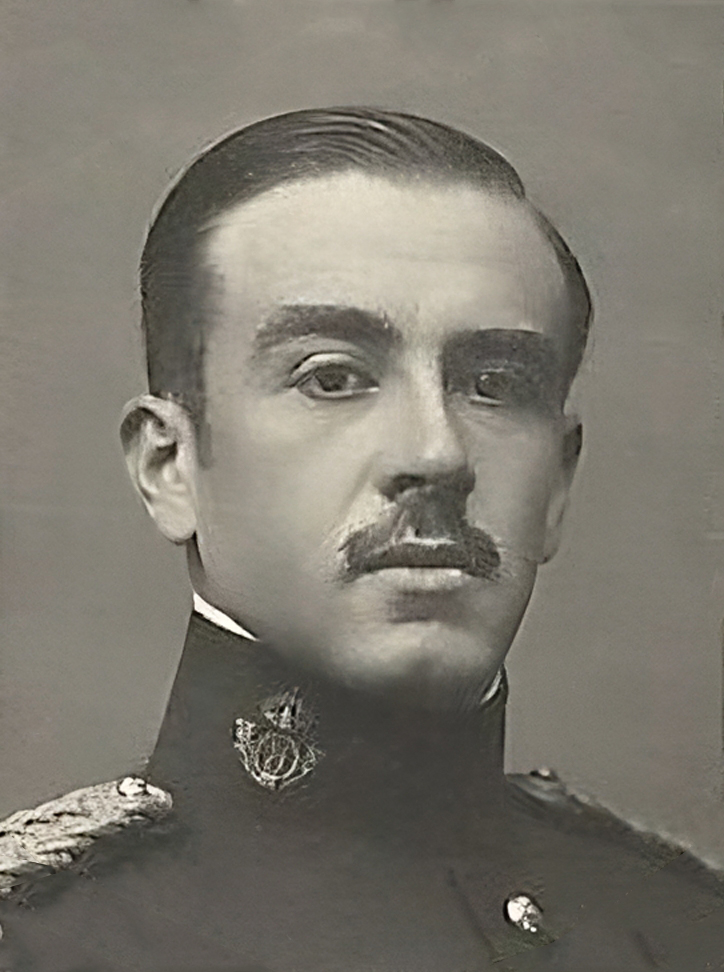
Retrato de Santiago Cortés recién salido de la Academia de Infantería.

Traslado al Santuario de la Virgen de la Cabeza
Fracasados los planes de sublevación y ante el permanente acoso a que se veían sometidas las fuerzas de la Guardia Civil, concentradas en Linares, Úbeda, Andújar y Jaén, por milicianos y demás grupos populares de izquierda armados, y la inquietud con que las autoridades provinciales y locales del Frente Popular sentían la cercanía en sus respectivas localidades de las unidades de guardias civiles, se acordó entre los jefes de la Comandancia y el gobernador civil de la provincia, Luis Rius Zunón, con aprobación del ministro de la Guerra, Juan Hernández Saravia, la concentración de todos los miembros de la Guardia Civil destinados en Jaén, con sus familias respectivas, en el Santuario de la Virgen de la Cabeza, lugar bastante aislado en sierra Morena que se encontraba deshabitado desde finales del mes de julio y que reunía condiciones para alojar a un elevado número de personas.
La expedición para trasladar las 1156 personas, entre guardias, militares, carabineros y personal civil, que quedaron instaladas en el campamento, estuvo bajo el mando y organización del capitán Cortés y se realizó en dos fases: hasta Andújar por ferrocarril y desde allí al Santuario en camiones. A Cortés lo acompañaron sus dos hijos mayores, mientras que su mujer, embarazada, y los hijos menores, permanecieron en Jaén, en una casa, alquilada durante los preparativos de la sublevación, situada en un barrio donde la familia no era conocida, para evitar cualquier tipo de acto persecutorio.
Inmediatamente después de que el campamento quedara establecido, Cortés, de acuerdo con el comandante Nofuentes y otros oficiales, preparó un plan de defensa de la posición. El teniente coronel Iglesias fue llamado por el Gobierno a Madrid para informar y recibir instrucciones, quedando al mando el comandante Nofuentes. El 25 de agosto se recibió en el campamento orden del ministro de la Gobernación, general Pozas, de entregar todas las armas existentes en el campamento a las autoridades civiles que venían reclamándolas. Nofuentes, con la opinión en contra del capitán Cortés y de otros oficiales y suboficiales, cumplió la orden parcialmente y entregó 59 fusiles, algunos inutilizados, y la única ametralladora que había en la Comandancia, que también fue estropeda antes de su entrega.
Sublevación en el campamento
Continuaron negociaciones entre el comandante Nofuentes y las autoridades de Andújar que finalmente acordaron la entrega de todas las armas y el desalojo del campamento, operaciones que se iniciaron el 14 de septiembre de 1936. Ese mismo día, el capitán Cortés impidió que continuara el desalojo, arrestó a los milicianos que estaban allí para llevarlo a cabo, y al comandante Nofuentes junto a su hijo, cadete de Infantería, y a otros guardias civiles y de asalto contrarios al Alzamiento; cortó las negociaciones con las autoridades frentepopulistas, se autodeclaró jefe accidental de la Comandancia y se puso a las órdenes del general Queipo de Llano, capitán general de Sevilla, con quien ya había mantenido contactos.
Sitio, resistencia y defensa del Santuario
Inmediatamente, las autoridades republicanas establecieron un asedio a la posición con unos efectivos calculados en unos 1500 combatientes en la etapa inicial, al mando del capitán de la Guardia de Asalto de Jaén Agustín Cantón. Cortés, con la esperanza de que en poco tiempo serían rescatados por tropas del bando sublevado, organizó la resistencia del campamento, que durante los siete meses y medio siguientes sufrió numerosos bombardeos, aéreos y de artillería, así como varios asaltos que fueron rechazados. Al mismo tiempo se encargó de la organización civil de los sitiados, principalmente de la distribución y racionamiento de los escasos víveres disponibles enviados en su mayoría desde Sevilla y Córdoba en expediciones aéreas, muchos de los cuales, lanzados desde los aviones, se perdían o inutilizaban al caer a tierra.

### Final

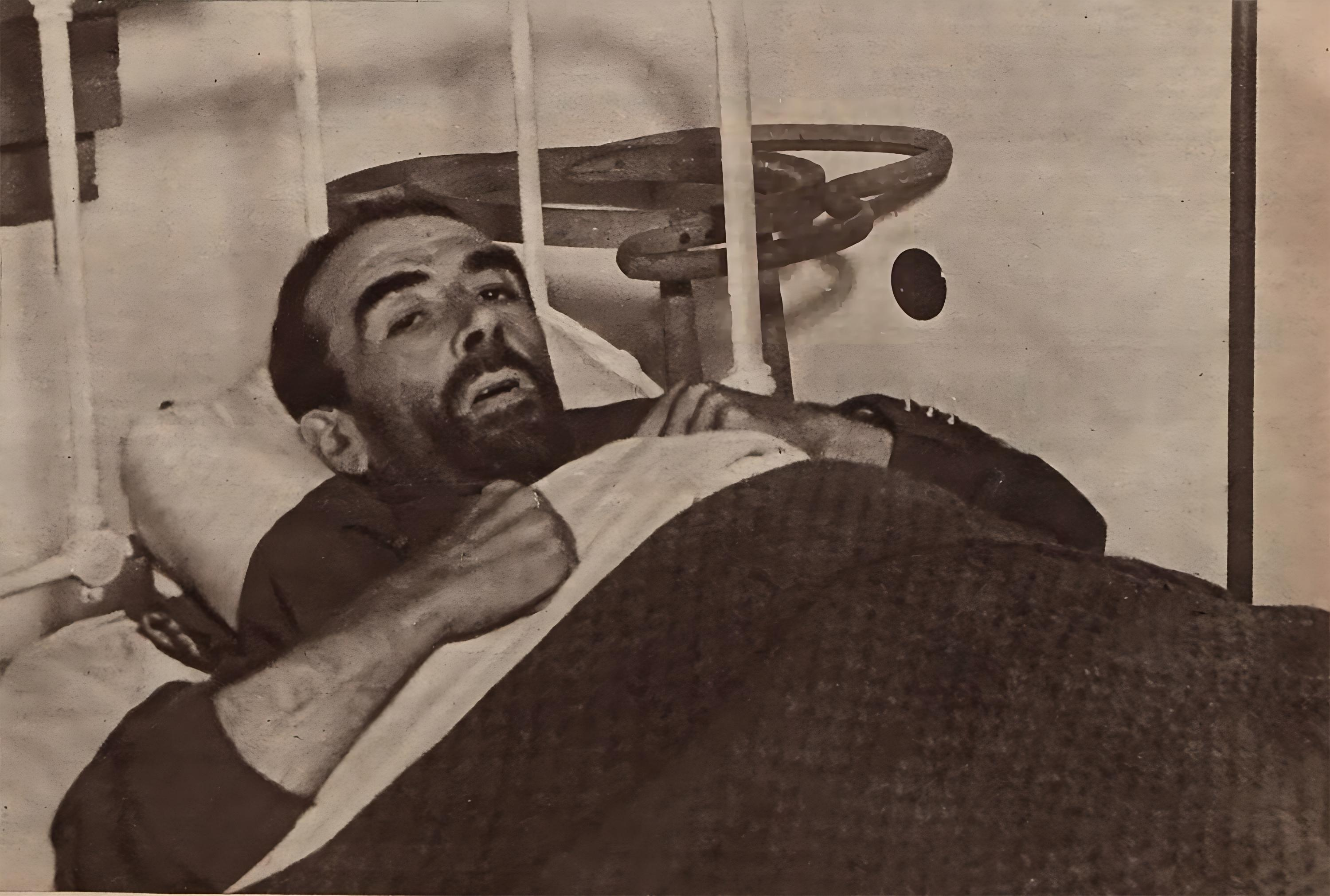
Santiago Cortés en el hospital de las Viñas de Peñallana el mismo día de su fallecimiento. (Foto del Altavoz del Frente publicada en la revista «Crónica» del 30 de mayo de 1937).

El día 1 de mayo de 1937 fue herido en tres ocasiones durante el asalto final. Las dos primeras, leves, de bala en el brazo y de metralla en el cuello, y la tercera, grave, también de metralla, en el vientre, lo que precipitó el final de la ocupación del Santuario por las tropas asaltantes, que se produjo hacia las 15:30 horas. El capitán fue llevado en camilla a las inmediaciones de una casa de peones camineros, escoltado por milicianos para evitar incidentes.
Fue el primer herido evacuado en una ambulancia improvisada al efecto, acompañado por dos milicianos así como por la hija del brigada Jiménez, también herida y que llegó ya fallecida a su destino. No llegaron al hospital de sangre, situado en un chalet de las Viñas de Peñallana, hasta las ocho de la tarde. Inmediatamente el teniente y doctor Santos Laguna, con la ayuda del practicante Benito Matamoros y del anestesista Diego Trujillo, inició la operación quirúrgica para curar las heridas del capitán, cuyo estado era muy grave. El teniente coronel Cordón, que actuaba como jefe de Estado Mayor del sector de Córdoba del Ejército de Andalucía de la República y fue testigo de los hechos, dice que se le hicieron transfusiones y que el doctor que lo operó contó con la ayuda de otros médicos, entre ellos el comandante médico militar Martín Pérez, detalles que no coinciden con el informe del doctor Santos Laguna.
No hay información sobre dónde permaneció el capitán Cortés durante las cuatro horas largas que habrían transcurrido desde su evacuación del Santuario hasta que fue depositado junto a otros heridos en las instalaciones hospitalarias de las Viñas de Peñallana, distantes unos 15 km. El hijo de Cortés opina y argumenta que durante ese periodo de tiempo el capitán debió ser interrogado por miembros del Estado Mayor en el cuartel general establecido en las Viñas, los cuales tratarían de arrancarle una declaración escrita «diciendo que estaba equivocado y que había engañado a sus hombres». Investigadores contemporáneos no mencionan ningún interrogatorio previo a Cortés, sino únicamente a su llegada al hospital de sangre. Cordón, por su parte, tampoco dice en ningún momento que se interrogara a Cortés en el Santuario o durante el trayecto, sino que envió al hospital a un capitán para que le preguntara si quería hacer alguna declaración y que la respuesta fue que solo tenía que decir estas palabras: «He luchado por una causa que creía justa; ahora veo que estaba equivocado». En este mismo sentido informó la prensa republicana de la época sobre la declaración de un sanitario que atendió al capitán Cortés, según el cual habría dicho al despertarse tras la operación: «Me he equivocado. Ahora quiero vivir para agradecer a la República este trato que no merezco».

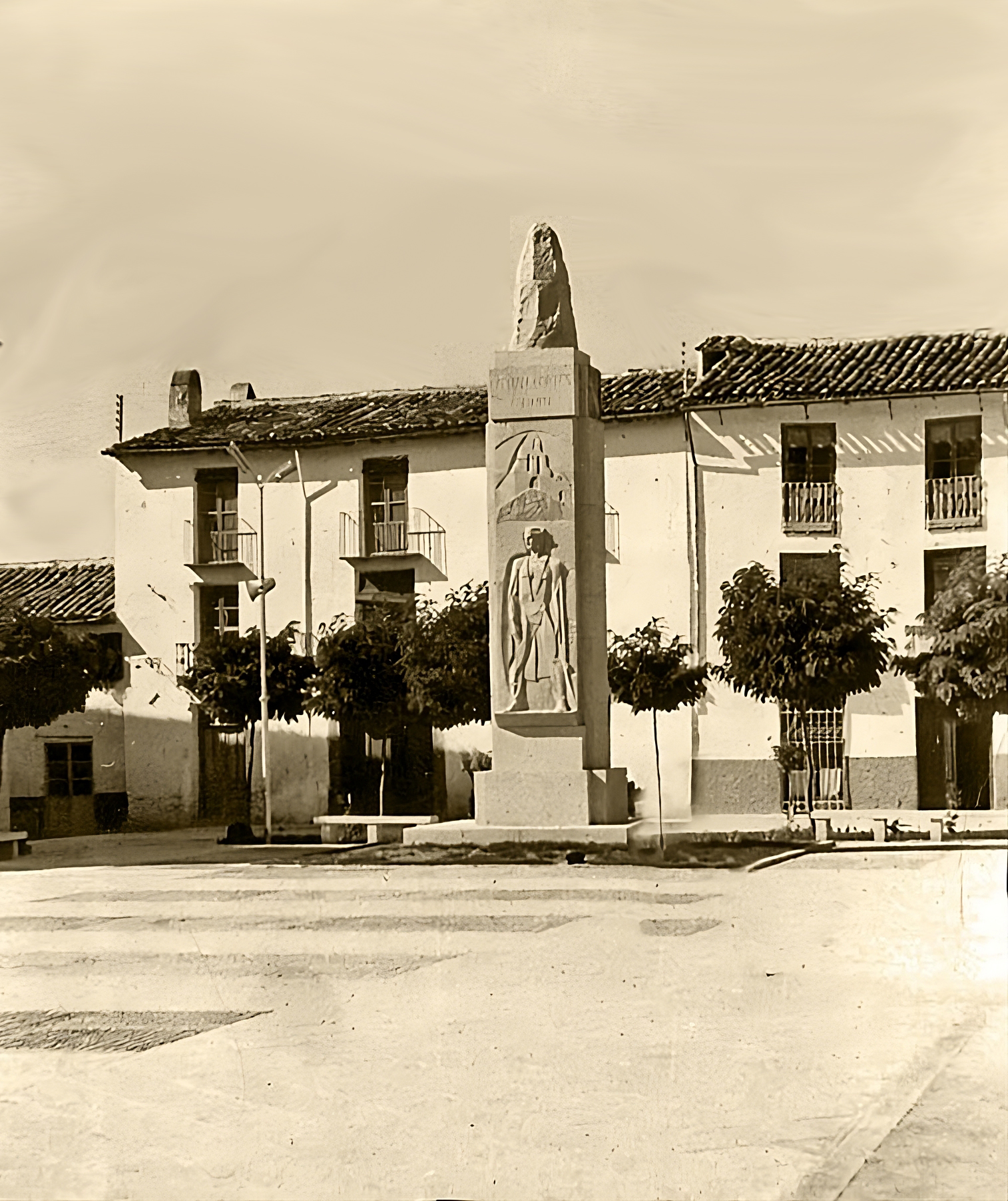
Monumento dedicado al capitán Cortés, erigido en Valdepeñas de Jaén, su pueblo natal, y desmantelado en 1991.

A causa de las heridas y de la gran cantidad de sangre perdida, Cortés falleció el 2 de mayo de 1937 a las 12:30 horas. Sus restos fueron trasladados el mismo día al cementerio de Andújar, donde quedaron enterrados en una fosa común, vestido con la guerrera de oficial y cubierto por una manta, detalles que permitieron identificarlo fácilmente cuando su cadáver fue exhumado en mayo de 1939. Los restos momificados fueron depositados entonces en la iglesia de los Trinitarios de Andújar. En 1945, una vez reconstruido el Santuario, se trasladaron con honores a la cripta preparada al efecto, donde reposan desde entonces, junto a las tumbas de otros defensores del Santuario y a la del capitán Haya, piloto que abasteció desde el aire en numerosas ocasiones a los sitiados.

## Distinciones
Tras su fallecimiento se le concedió la Cruz Lauredada de San Fernando, máxima distinción militar de España, por su actuación al frente de la defensa durante el asedio al Santuario de la Virgen de la Cabeza. Asimismo, en 1940 fue condecorado con la Cruz de Guerra, la Medalla de la Campaña y la Cruz Roja al Mérito Militar.

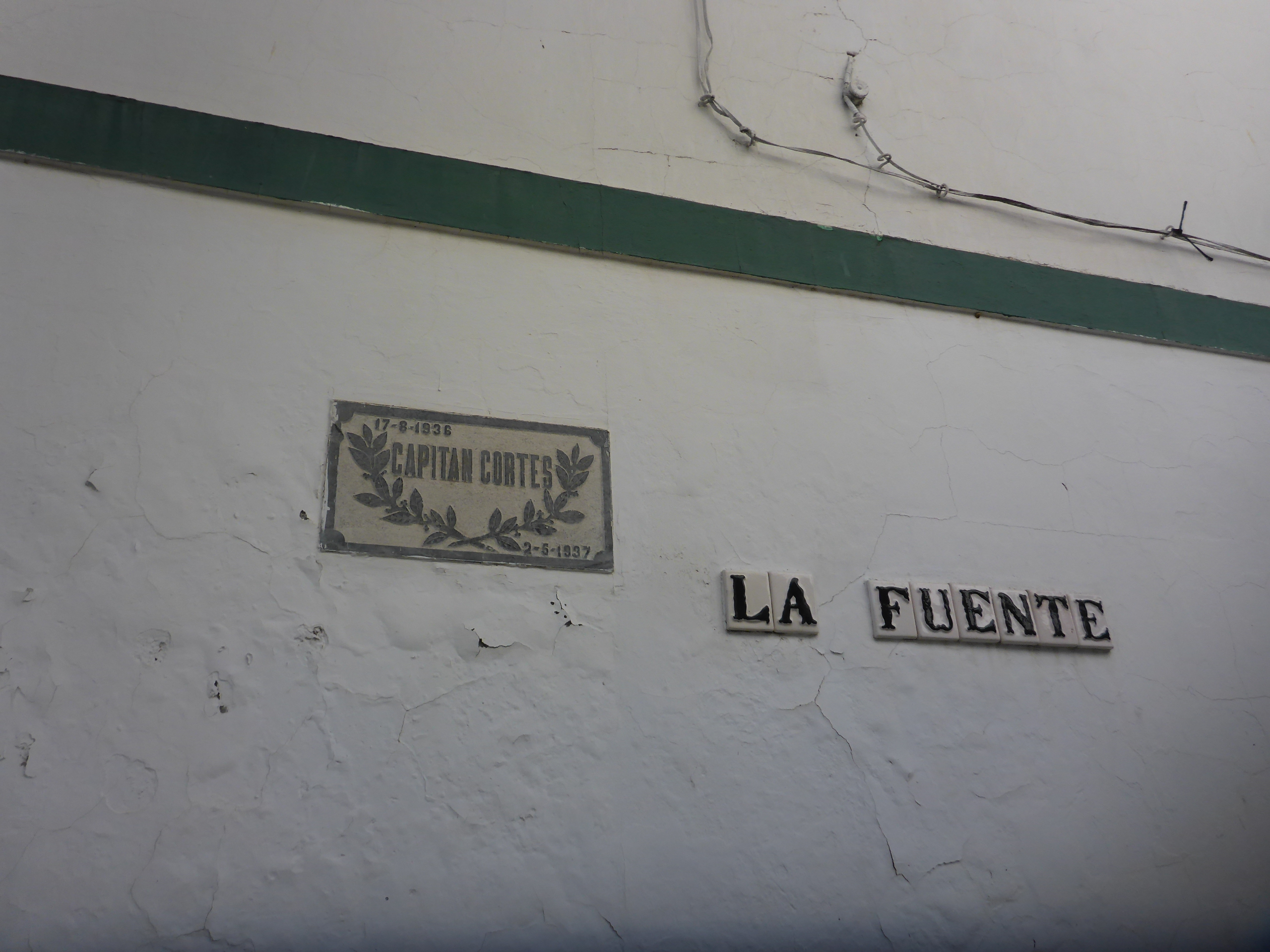
Rótulo de calle en recuerdo del capitán Cortés en la localidad gaditana de El Bosque.

Numerosos pueblos, ciudades e instituciones de toda España dedicaron calles, plazas, colegios y otros lugares a su memoria, denominándolos «Capitán Cortés» o «Santiago Cortés». Después de 1975 o tras la promulgación de la Ley de Memoria Histórica muchos ayuntamientos han acordado sustituir estas denominaciones conmemorativas por otras no relacionadas con el bando sublevado o la dictadura franquista. No obstante perduran muchas vías públicas e instalaciones que siguen manteniendo estos nombres.
Una orden general de la Guardia Civil de fecha 15 de mayo de 1937 estableció que el capitán Cortés figurara como presente en las listas de revista de Comandancia, que su nombre se colocara destacado en primer lugar del escalafón de los capitanes del Cuerpo y que en las salas de armas de los cuarteles del Cuerpo debería figurar en lugar destacado la inscripción: «17-8-1936 —Capitán Cortés— 2-5-1937».
En 1958 se inauguró en Valdepeñas de Jaén, su pueblo natal, un monumento y escultura obra de Antonio González Orea, costeado por los municipios de la provincia de Jaén, durante un acto homenaje al que asistieron autoridades provinciales y nacionales, entre ellas el obispo de la diócesis, Félix Romero Mengíbar y el director general de la Guardia Civil, Eduardo Sáenz de Buruaga, así como la esposa e hijos del capitán y algunos amigos y compañeros, como el coronel José Rodríguez de Cueto; también participaron en el acto dos compañías de guardias civiles, una procedente del Colegio de Guardias Jóvenes y otra de la comandancia de Jaén. La primera corporación municipal de mayoría socialista en el Ayuntamiento de Valdepeñas de Jaén, presidida por Pedro Jaenes Fuentes, arcordó en sesión plenaria desmantelar el monumento, lo que fue ejecutado en 1991 durante la siguiente legislatura municipal bajo el mandato del alcalde, también militante del PSOE, Ramón Ortega Guerrero.